# Dacnopilio quadridentatus
Dacnopilio quadridentatus is een hooiwagen uit de familie echte hooiwagens (Phalangiidae).